# Drechow
Drechow ist eine Gemeinde im Westen des Kreises Vorpommern-Rügen südöstlich von Ribnitz-Damgarten. Bis 2004 war die Gemeinde Teil des Amtes Tribsees; heute gehört sie aufgrund einer Ämterfusion zum Amt Recknitz-Trebeltal.

## Geografie und Verkehr
Drechow liegt etwa 30 Kilometer südwestlich der Hansestadt Stralsund und zirka fünf Kilometer nordöstlich von Tribsees. Die südlich der Gemeinde liegende Bundesautobahn 20 ist über den Anschluss Tribsees (etwa sechs Kilometer) zu erreichen. Die Ostgrenze des Gemeindegebietes bildet die Blinde Trebel, in welche bei Drechow die Bek mündet. Größere Seen- und Waldgebiete gibt es im Gemeindegebiet nicht.

## Ortsteile
Zur Gemeinde gehören die Ortsteile:
- Drechow
- Katzenow
- Krakow
- Werder

## Geschichte
Drechow wurde erstmals im Jahr 1250 urkundlich erwähnt. Bei Drechow befindet sich am Ufer der Blinden Trebel ein slawischer Burgwall.
Nach Zugehörigkeit zum Fürstentum Rügen fiel Drechow 1326 an das Herzogtum Pommern. Nach dem Dreißigjährigen Krieg bis 1815 gehörte die Gegend zu Schwedisch-Pommern und danach zur preußischen Provinz Pommern. 1701 ging das Gut Drechow in das Eigentum der Familie von Gadow über. Der Hofjunker und Kurator des adeligen Klosters Barth Hans Jürgen von Gadow hielt Mitte des 18. Jahrhunderts mit Hugelsdorf und Neuhof sowie Rönkendorf und Drechow alle Gadow-Güter in einer Hand. Sein Sohn Carl-Ludwig von Gadow (1719–1801) erbt dann diese Begüterungen und wird, die Familie stammt ursprünglich aus der Mark Brandenburg, 1778 in die mecklenburgische Ritterschaft aufgenommen. Seine Frau Sophie stammte aus der bekannten Familie von Quitzow. Einer der namhaftesten Vertreter dieser Familie als Gutsherr auf Drechow wurde August jun. von Gadow, bis zu seinem Tod 1929 in dieser Funktion. Sein Schwiegervater war der einflussreiche Politiker, der Oberpräsident Helmuth von Maltzahn. Gadows Ehefrau Agnes Freiin von Maltzahn lebte bis 1952. Sie war bis zur Bodenreform 1945 die Gutsherrin, während der Sohn, Oberstleutnant Adolf von Gadow, den Gutsbesitz in Hugelsdorf leitete. 1945 wurde der Rittmeister und Pastor Mogens von Gadow (1899–1991) im Zuge der Bodenreform enteignet. Bis 1952 war Drechow Teil des Landkreises Stralsund und gehörte danach bis 1994 zum Kreis Stralsund-Land im Bezirk Rostock.
Katzenow: In Katzenow befand sich ein Rittergut, um die 528 ha groß. Es gehörte Anfang des 20. Jahrhunderts dem Herrenhaus-Mitglied, Kammerherr August Graf von Behr-Negendank-Semlow (1866–1942). Katzenow war zu dieser Zeit Teil eines Familienfideikommiss. Das Gut wurde durch einen Verwalter geleitet, 1914 Werner Holsten. 1921 bestätigt das Pommersche Güter-Adressbuch diese Verhältnisse, während die letzte Ausgabe dieser Standardliteratur der Land- und Forstwirtschaft 1939 den Ort nicht mehr als Sitz eines Gutes führte.
Krakow: Das Gut Krakow war im 13. Jahrhundert im Besitz der Familien von Krakevitz und ab dem 14. Jahrhundert von Moltke. Während der Zeit der Besatzung Pommerns 1807 bis 1810 war der Hof Nr. 3 in Krakow eine französische Domaine. Das eingeschossige, sanierte Gutshaus wurde Anfang des 19. Jahrhunderts gebaut. Nach 1870 etwa wurde August von Hollen Grundbesitzer auf Gut Krakow. Otto Putzier aus Nehringen, Pächter mehrerer Rittergüter, war zuletzt der Eigentümer des 389 ha Gutes Krakow, Verwalter Fritz Baumann. Der landwirtschaftliche Betrieb selbst hatte nicht den Status eines Rittergutes.
Werder: Die Geschichte von Werder wurde auch durch ein Rittergut geprägt. Die spät nobilitierte Familie von Schlagenteuffel besaß spätestens seit dem ersten Drittel 19. Jahrhundert das Gut Werder, so in alten Matrikeln stehend. Der Rittergutsbesitzer von Schlagenteuffel auf Werder war 1844 zunächst kommissarisch Verwalter des Landrat-Amtes, erhielt aber bald die Bestallung zum Landrat des Kreises Franzburg. Ihm unterstanden in dieser Aufgabe ebenso die Provinzial-Feuer-Societäten. Der Nachfahre Friedrich von Schlagenteuffel-Pöglitz (1852–1931) ist der Majoratsherr, vor Ort vertreten durch Eduard von Schlagenteuffel. Es war mit 135 ha ein kleiner Besitz.

## Wappen, Flagge, Dienstsiegel
Die Gemeinde verfügt über kein amtlich genehmigtes Hoheitszeichen, weder Wappen noch Flagge. Als Dienstsiegel wird das kleine Landessiegel mit dem Wappenbild des Landesteils Vorpommern geführt. Es zeigt einen aufgerichteten Greifen mit aufgeworfenem Schweif und der Umschrift „GEMEINDE DRECHOW“.

## Sehenswürdigkeiten
→ Siehe auch Liste der Baudenkmale in Drechow
- Evangelische Kirche Drechow aus dem 14. Jahrhundert aus Feldstein
- Turmhügel Krakow
- Gutshaus Katzenow von 1885

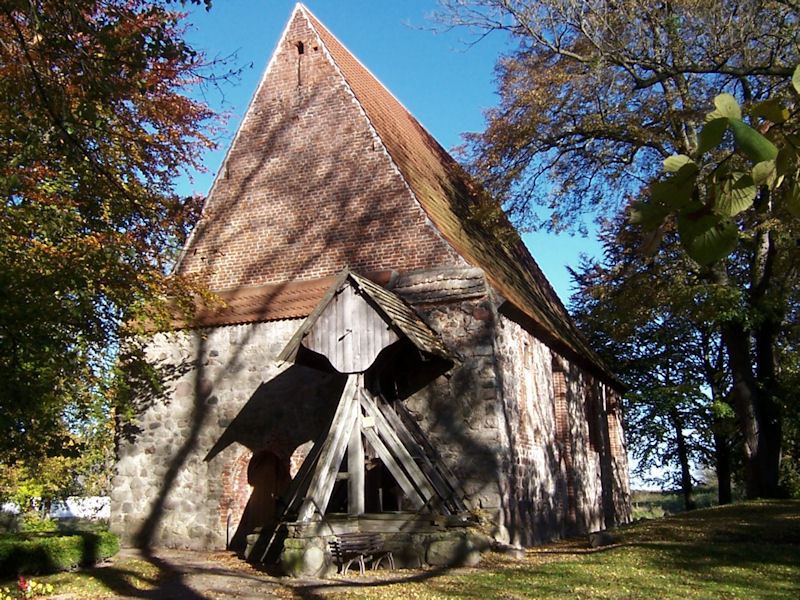
Kirche in Drechow
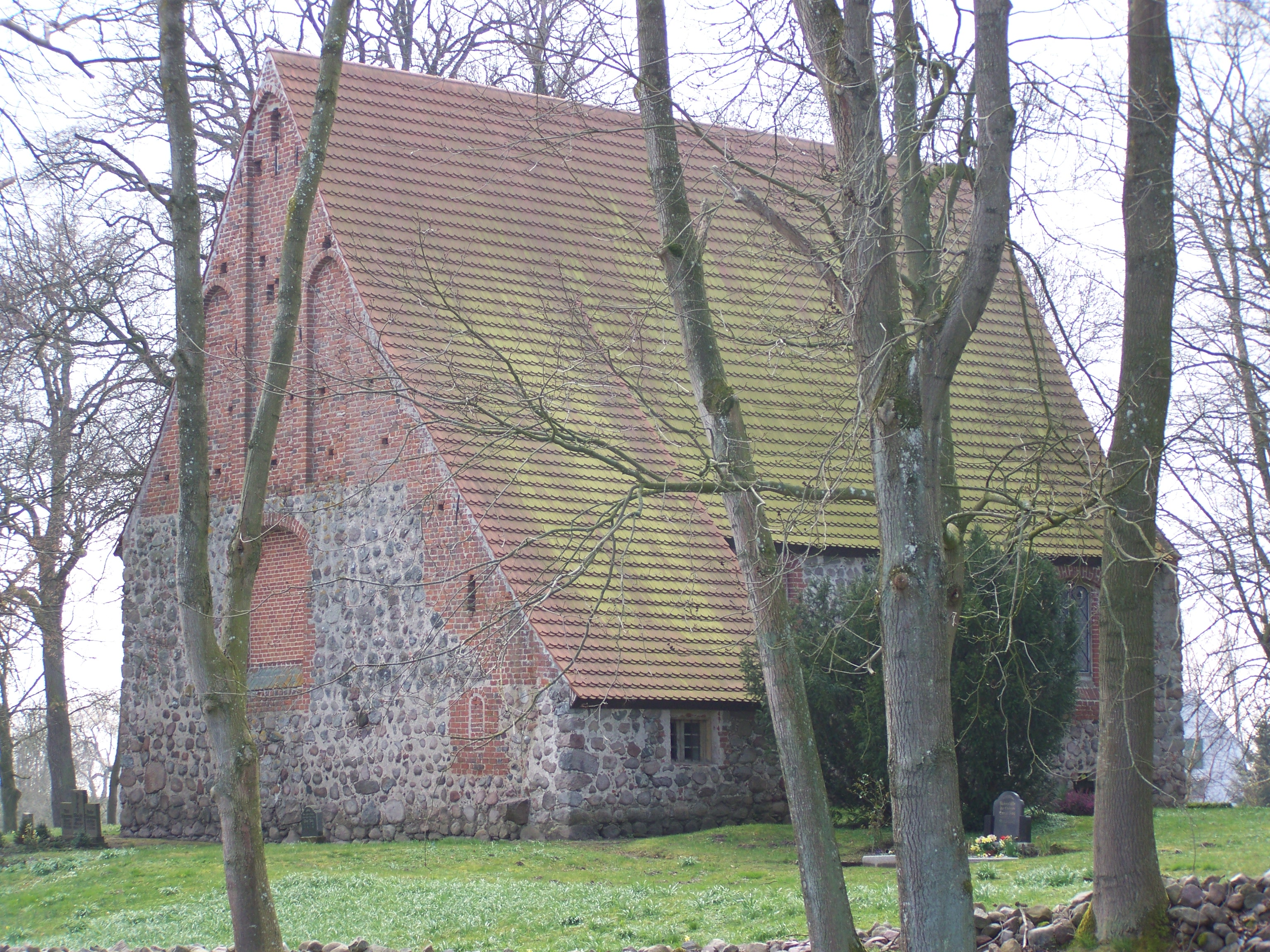
Kirche in Drechow

## Persönlichkeiten

### Söhne und Töchter des Ortes
- Georg Müchler (1724–1819), Pädagoge und Schriftsteller
- Theodor Prüfer (1845–1901), Architekt und Kirchenbaumeister

### Mit dem Ort verbunden
- August von Gadow (1802–1860), preußischer Politiker, war Rittergutsbesitzer auf Drechow